# Macromantis hyalina
Macromantis hyalina là một loài Bọ ngựa trong họ Bọ ngựa. Loài này được De Geer miêu tả năm 1773. Đây là loài bản địa của Hoa Kỳ.